# إزل قبل التحليق

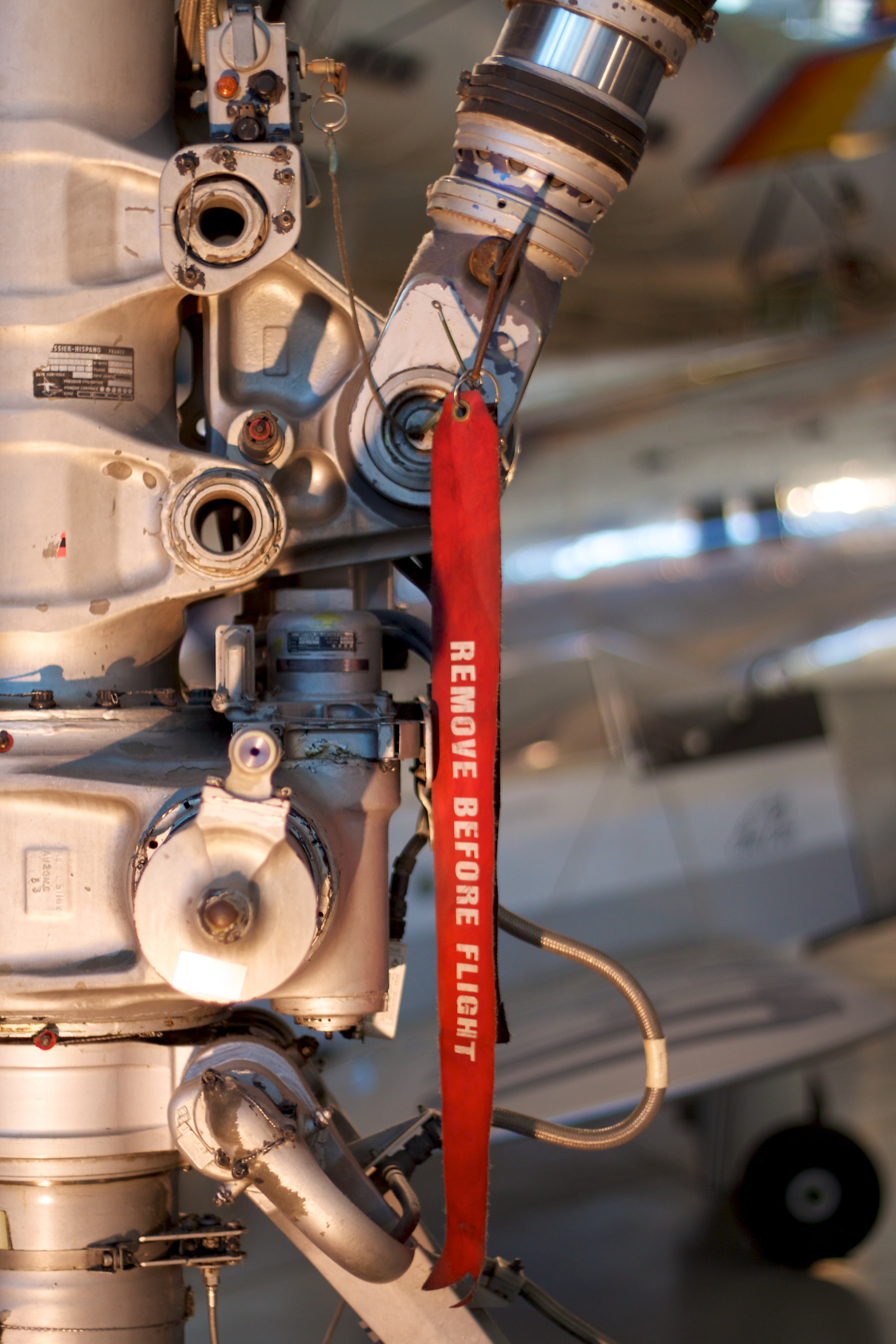
شريط "إزل قبل التحليق" على معدات هبوط طائرة الكونكورد

إزل قبل التحليق (Remove before flight) عبارة عن تحذير للسلامة يُرى غالبًا على مكونات قابلة للإزالة في الطائرات والمركبات الفضائية، وعادةً ما يكون ذلك في شكل شريط أحمر، للإشارة إلى أن جهاز، مثل غطاء واقي أو خابور يستخدم لمنع أو وقف حركة الأجزاء الميكانيكية، عندما تكون الطائرة على الأرض (متوقفة أو تاكسي). في طائرات الطيران العامة الصغيرة، قد يشمل ذلك غطاء أنبوب بيتو وقفل تحكم. التحذير مكتوب باللغة الإنجليزية فقط. توجد شرائط أخرى مكتوب عليها «سحب للتسليح» (pull to arm) أو ما شابه ذلك على الصواريخ وأنظمة الأسلحة الأخرى غير المثبتة على الطائرات.
غالبًا ما يشار إلى المكونات التي تم إزالتها قبل الرحلة باسم «عناصر العلامة الحمراء» (red tag items). عادة، سيكون لدى الطاقم الأرضي قائمة مرجعية للعناصر التي تمت إزالتها قبل الرحلة. ستتطلب بعض قوائم التحقق إرفاق الشريط أو العلامة بقائمة التحقق للتحقق من إزالتها. تسبب عدم إزالة الجزء المحدد في تحطم طائرة، مثل تحطم طائرة طيران بيرو الرحلة 603، وتحطم طائرة الخطوط الجوية الملكية النيبالية بيلاتوس بي سي-6 بورتر في عام 1975، والتي كانت تحمل زوجة وابنة السير إدموند هيلاري.
من الشائع رؤية صورة شريط «إزل قبل التحليق»، على سلاسل المفاتيح والقمصان وعلامات الحقائب والأحزمة وغيرها من المنتجات المماثلة خاصة للأشخاص الذين يعملون في مجال الطيران أو من عشاق الطيران.
تُستخدم العلامة الخضراء أحيانًا لتحديد المكونات التي يجب إرفاقها قبل الرحلة بطريقة مماثلة لإزالتها قبل مكونات الرحلة.